# كاثلين لوكهارت مانينغ
كاثلين لوكهارت مانينغ (بالإنجليزية: Kathleen Lockhart Manning)‏ هي ملحنة أمريكية، ولدت في 24 أكتوبر 1890 في هوليوود في الولايات المتحدة، وتوفيت في 20 مارس 1951 في لوس أنجلوس في الولايات المتحدة.